# نسبت (ریاضیات)

نسبت عرض به ارتفاع تعریف استاندارد تلویزیون.

نسبت (انگلیسی: Ratio) در ریاضیات، رابطه‌ای بین دو عدد است که نشان می‌دهد عدد اول چندین بار شامل عدد دوم می‌شود. به عنوان مثال اگر ظرف میوه‌ها شامل ۸ پرتقال و ۶ لیمو باشد، آنگاه نسبت پرتقال به لیمو ۸ به ۶ است (۸:۶ که معادل ۴:۳ است).